# Деомииновые
Деомии́новые (лат. Deomyinae) — подсемейство грызунов семейства мышиных.

## Общее описание
Мышеобразные грызуны с длиной тела от 7 до 17 см и длиной хвоста 4,2—21,5 см. Весят они от 11 до 111 г. У многих видов длинный, густой мех; у некоторых спину покрывают жёсткие иглы. Окрас меха варьируется от бледно-жёлтого, серого до тёмно-бурого, иногда с отчётливыми крапинами и полосками; окрас брюшка — бурый, белый, желтоватый и т. д. Обычны особи-меланисты.
Основой для объединения видов в подсемейство являются, в основном, молекулярно-генетические исследования.

## Образ жизни
Деомииновые обитают в Африке и на Ближнем Востоке (до Пакистана). На Крите обитает эндемичный вид Acomys minous, на Кипре — Acomys nesiotes. Местообитания разнообразны — от полупустынь и саванн до тропических лесов. В горах встречаются до высоты более 4000 м над уровнем моря. Образ жизни наземный; имеются дневные и ночные формы. Некоторые виды строят гнёзда в прикорневых пустотах, под камнями или в простых норах; другие прячутся в норах песчанок или термитниках. Некоторые деомииновые социальны, живут группами; другие одиночны. Питаются преимущественно насекомыми, особенно муравьями. Поедают также мелких позвоночных и растительные корма. Известны случаи каннибализма.
Некоторые виды живут моногамными парами, и самцы помогают заботиться о потомстве; другие одиночны и встречаются только в период размножения. Самки деомииновых благодаря послеродовому эструсу способны приносить до 12 помётов в год почти без перерыва. Беременность длится 4—6 недель, в помёте 1—6 детёнышей. У одних видов новорождённые очень развиты, с первого дня жизни способны сопровождать самку и есть твёрдую пищу; у других рождаются слепыми и голыми. Самка заботится о потомстве до 2 недель; половой зрелости молодняк достигает к 2—3 месяцам жизни. Продолжительность жизни (в неволе) — до 5 лет.
На деомииновых охотятся многочисленные наземные и пернатые хищники. Некоторые виды защищаются от хищников при помощи игл, покрывающих спину; другие способны при нападении совершать 50-сантиметровые прыжки в высоту. У иглистой мыши каирской (Acomys cahirinus) легко отламывается схваченный хвост (автотомия). Этот же вид легко уживается рядом с людьми, обитая в населённых пунктах. Некоторые деомииновые выступают опылителями растений.

## Список видов
Деомииновые — довольно крупное подсемейство мышиных, состоящее из 36 видов и 4 родов:
- Подсемейство Deomyinae[1]
  - Род Иглистые мыши (Acomys)
  - подрод Acomys
    - Acomys airensis
    - Каирская мышь (Acomys cahirinus)
    - Acomys chudeaui
    - Малоазиатская иглистая мышь (Acomys cilicicus)
    - Acomys cineraceus
    - Acomys dimidiatus
    - Огненная иглистая мышь (Acomys ignitus)
    - Acomys johannis
    - Иглистая мышь Кемпа (Acomys kempi)
    - Критская иглистая мышь (Acomys minous)
    - Иглистая мышь-мулла (Acomys mullah)
    - Кипрская иглистая мышь (Acomys nesiotes)
    - Иглистая мышь Перциваля (Acomys percivali)
    - Золотистая иглистая мышь (Acomys russatus)
    - Acomys seurati
    - Колючая иглистая мышь (Acomys spinosissimus)
    - Иглистая мышь Вильсона (Acomys wilsoni)

  - подрод Peracomys
    - Сомалийская иглистая мышь (Acomys louisae)

  - подрод Subacomys
    - Капская иглистая мышь (Acomys subspinosus)

  - Род Deomys
    - Конголезская мышь (Deomys ferrugineus)

  - Род Жесткошёрстные мыши (Lophuromys)
  - Подрод Kivumys
    - Желтобрюхая жесткошёрстная мышь (Lophuromys luteogaster)
    - Краснобрюхая жесткошёрстная мышь (Lophuromys medicaudatus)
    - Жесткошёрстная мышь Вуснама (Lophuromys woosnami)

  - Подрод Lophuromys
    - Конголезская жесткошёрстная мышь (Lophuromys angolensis)
    - Lophuromys ansorgei
    - Lophuromys aquilus
    - Lophuromys brevicaudus
    - Lophuromys brunneus
    - Lophuromys chercherensis
    - Lophuromys chrysopus
    - Lophuromys dieterleni
    - Жесткошёрстная мышь дуду (Lophuromys dudui)
    - Lophuromys eisentrauti
    - Желтоточечная жесткошёрстная мышь (Lophuromys flavopunctatus)
    - Lophuromys huttereri
    - Lophuromys kilonzoi
    - Lophuromys laticeps
    - Lophuromys machangui
    - Lophuromys makundii
    - Lophuromys margarettae
    - Чернокоготная жесткошёрстная мышь (Lophuromys melanonyx)
    - Lophuromys menageshae
    - Lophuromys nudicaudus
    - Lophuromys pseudosikapusi
    - Жесткошёрстная мышь Рахма (Lophuromys rahmi)
    - Lophuromys rita
    - Lophuromys roseveari
    - Lophuromys sabunii
    - Ржавобрюхая жесткошёрстная мышь (Lophuromys sikapusi)
    - Lophuromys simensis
    - Lophuromys stanleyi
    - Танзанийская жесткошёрстная мышь (Lophuromys verhageni)
    - Lophuromys zena

  - Род Uranomys
    - Крупнозубая мышь (Uranomys ruddi)

Ближайшими родственниками деомииновых являются песчанки; два этих подсемейства разошлись примерно 16,4—20 млн лет назад.

## Природоохранный статус
Многие деомииновые достаточно обычны и многочисленны. В списки Международной Красной книги занесено 11 видов. Из них один (Acomys cilicicus) находится в критическом состоянии и три вида уязвимы:
- Lophuromys melanonyx,
- Lophuromys dieterleni,
- Acomys minous (эндемик о. Крит).

Деомииновых держат в неволе в качестве домашних и лабораторных животных. Некоторые виды являются природными резервуарами чумы и сыпного тифа.